# سیرک دولتی مسکو

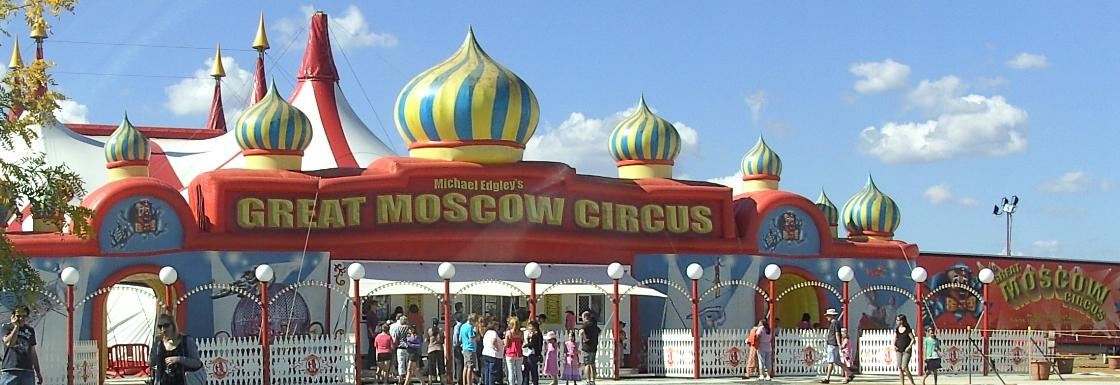
سیرک بزرگ مسکو استرالیا، ۲۰۱۰

عنوان سیرک دولتی مسکو برای انواع سیرک‌ها استفاده می‌شود. معمولاً به یکی از دو ساختمان سیرک در مسکو، «سیرک نیکولین» (سیرک قدیمی، شامل نمایش‌های حیوانی) و «سیرک بولشوی» (سیرک جدید، شامل بندبازی و آکروباتیک)، یا به نمایش‌های سیاری که ممکن است مستقیماً به روسیه مربوط باشند یا نباشند، اشاره دارد.
سیرک روسی در دوران اتحاد جماهیر شوروی ظهور کرد، زمانی که نمایش‌های بسیاری از سیرک‌های روسی با هم متحد شدند تا تحت عنوان «سیرک مسکو» در ایالات متحده به نمایش بپردازند. در این دوران، سیرک به یک مایه افتخار تبدیل شد. سنت‌های سیرک روسی شامل دلقک‌بازی، ژانگوله‌بازی، حرکات آکروباتیک، حرکات نمایشی و نمایش‌های حیوانی (به‌ویژه نمایش خرس‌ها، مانند خرس‌هایی که با پاهایشان شعبده‌بازی می‌کنند) می‌شود.
از نظر سبکی، سیرک‌های شوروی با همتایان غربی خود متفاوت بودند. نمایش‌های آنها بیشتر بر فرهنگ اروپای شرقی متمرکز بود و نسبت به سیرک‌های معاصر خود که پر از صحنه‌های اکشن و پر زرق و برق بودند، تمایل بیشتری به روایت و رقص داشتند.این سبک روایی اخیراً در نمایش‌های سراسر جهان، از جمله نمایش‌های شرکت‌هایی مانند سیرک دو سولی و سیرک دریمز، محبوبیت بیشتری پیدا کرده است.

## ملی‌سازی
سیرک‌های مسکو، مانند بسیاری از مؤسسات دیگر، در سال ۱۹۱۹ ملی شدند، و سپس، در سال ۱۹۵۷، عملیات آن توسط سایوزگوسیرک، اداره متمرکز سیرک، واگذار شد. در سال ۱۹۲۹ با ایجاد مدرسه سیرک مسکو، اتحاد جماهیر شوروی اولین کشور در جهان شد که یک مرکز آموزشی سیرک دولتی را اداره کرد. در اوج محبوبیت سیرک شوروی در اواخر دهه ۱۹۸۰، دانش‌آموزان مدرسه سیرک مسکو هر هفته ۲۰ ساعت در رشته‌های مختلف آموزش می‌دیدند و پس از اتمام آموزش، مردان جوان ملزم به ثبت نام بودند (اگرچه در یک بخش سرگرمی نیروهای مسلح کار می‌کردند)؛ زنان مورد استقبال قرار می‌گرفتند، اما ملزم به خدمت با لباس فرم نبودند. با وجود کار، تقریباً هزار نفر برای ۷۰ جای خالی در مدرسه تست دادند؛ زندگی به عنوان یک اجراکننده با سیرک تقریباً به خوبی یک مقام دولتی بود. هنرمندان هر هفته نه نمایش اجرا می‌کردند و سالانه بیش از ۷۰ میلیون شهروند را به وجد می‌آوردند و مزایای بازنشستگی، مراقبت از کودکان بالای یک سال، مرخصی زایمان، امکان سفر و در موارد خاص، امکانات رفاهی مانند مسکن بهتر که معمولاً مختص نخبگان سیاسی بود، برایشان تضمین شده بود. یکی از این هنرمندان، دلقک معروف، اولگ پوپوف، بود که عنوان «هنرمند مردمی اتحاد جماهیر شوروی» را دریافت کرد.
دولت کمونیست، مانند معاصران آمریکایی خود، سیرک را سرگرمی مردم می‌دانست. مقامات، سیرک را از نظر فرهنگی هم‌رده با باله‌های روس یا چایکوفسکی می‌دانستند، اما با قیمتی حدود پنج دلار برای هر بلیط، بسیار مقرون‌به‌صرفه‌تر و بنابراین پرولتاریایی‌تر بود. سایوزگوسیرک هفتاد ساختمان سیرک در سراسر اتحاد جماهیر شوروی تأسیس کرد و تمام شهرها برای دیدن نمایش‌ها می‌آمدند. حتی تلویزیون نیز به شهرت سازمان سایوزگوسیرک کمک کرد، به طوری که شعبه مسکو آن در مناسبت‌هایی حداقل یک ساعت خلاصه تلویزیونی از برنامه‌هایش را دریافت می‌کرد.

## سبک و سیاست
از آنجایی که این نمایش‌های پربیننده اغلب چهار ساعت طول می‌کشید و توسط دولت اداره می‌شد، به رسانه‌هایی برای تبلیغات شوروی تبدیل شدند.سیرک مسکو به جای چندین حلقه، فقط یک حلقه داشت (طبق سنت) و نمایش‌ها داستان‌ها، ضرب‌المثل‌ها یا افسانه‌های عامیانه را روایت می‌کردند.
یکی از این اجراها «کرین‌ها» بود، یک گروه بندبازی پرنده. «کرین‌ها» نام خود را از آهنگی گرفته بودند که سربازان کشته‌شدهٔ جنگ جهانی دوم شوروی را به تصویر می‌کشید که به جای دفن شدن در زمین، به صورت درنا به آسمان پرواز می‌کردند. این نمایش که با موسیقی کلاسیک اجرا می‌شد، به جای نمایش باورنکردنی مهارت، بر داستان روایت‌شده تمرکز داشت. یکی از اجراکنندگان یک «کواد» (۴ چرخش معکوس قبل از اینکه توسط گیرنده گرفته شود) پرتاب کرد، یک ترفند چشمگیر و فوق‌العاده نادر که در هر نوع نمایش دیگری تمرکز نمایش بود. با این وجود، اجراکننده گفت که مهم‌ترین بخش این نمایش، نحوهٔ تبدیل آن به یک تجربهٔ زیبایی‌شناختی بود.او گفت که این مهارت‌های فردی نبود، «بلکه همزمانی ژیمناستیک هوایی ما و اثربخشی روانشناختی بازیگری ما بود، همه اینها با هم برای حرکت دادن مخاطب کار می‌کردند… سیرک‌های دیگر اجراکنندگان درجه یکی دارند، اما ما کار خاصی انجام می‌دهیم.» — هر پرده یک صحنهٔ کوتاه خلق می‌کند. اینها نمایش‌های کوچکی هستند که نه تنها طعم زندگی ما را به تماشاگران می‌دهند، بلکه روح انسان شوروی را نیز آشکار می‌کنند. «زیبایی‌شناسی برای سیرک شوروی بسیار مهم بود و هر آکروبات آموزش رسمی باله می‌دید.
از بسیاری جهات، این نمایش‌ها شبیه نمایش‌های آمریکایی آن زمان بودند: رژه و نمایش‌های خاص داشتند، دلقک‌هایشان بینی قرمز و کلاه‌های مسخره می‌پوشیدند، نمایش‌هایشان پر از گربه‌های بزرگ و اسب‌های آزادی بود. این وجه اشتراک، حس جامعه بین‌المللی را تقویت می‌کرد. مردی «کاروان صلح سیرک‌ها» را که در خیابان‌های بسیاری از شهرها، از جمله پاریس، ورشو، پراگ و برلین، سفر می‌کردند، «دربرداشتن دیوار [برلین] نقش داشتند» دانست. او ادامه داد: «برای مدت کوتاهی در سال ۱۹۸۹، دلقک‌ها رهبران شدند، از مرزهای فرهنگی و ملی عبور کردند و پایان جنگ سرد را قبل از اعلام پایان آن توسط احزاب رسمی جشن گرفتند.»

## سیرک بولشوی

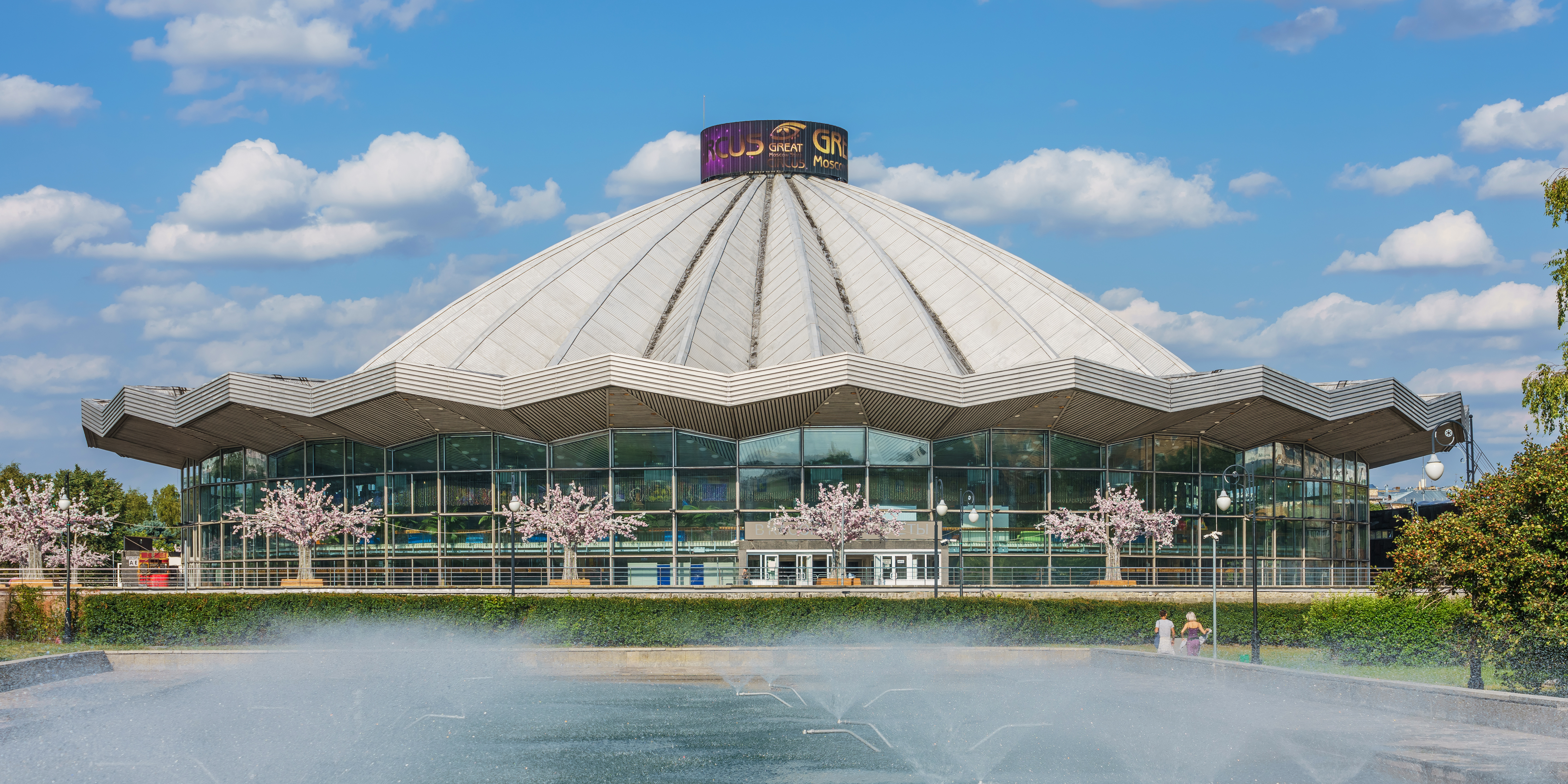
ساختمان سیرک

سیرک بزرگ دولتی مسکو (روسی: Большой Московский государственный цирк на проспекте Вернадского) یک سالن اجتماعات در مسکو است که در خیابان ورنادسکی واقع شده است. این سالن در ۳۰ آوریل ۱۹۷۱ افتتاح شد. این سالن می‌تواند تا ۳۴۰۰ نفر را در خود جای دهد و ارتفاع آمفی تئاتر ۳۶ متر است. اجراها هر روز بعد از ظهر و عصر برگزار می‌شوند.
ساختمان سیرک دارای ۵ عرصه (سوارکاری، آب، شعبده‌بازی، پیست یخ و نورپردازی) است که ۱۸ متر پایین‌تر از کف قرار دارند و می‌توان در طول اجرا جای آنها را عوض کرد.
در ابتدا، ساختمان سیرک صرفاً یک محل اجرا بود. در اوایل دهه ۱۹۹۰، شرکت سیرک خود را تأسیس کرد. ریاست آن را لئونید کوستیوک، هنرمند سابق سیرک و موزون‌کار، بر عهده دارد. سازمان‌دهنده سابق سیرک‌ها در روسیه شوروی، سایوز گوست-کیرک (که به‌طور گسترده به عنوان سیرک مردم روسیه ترجمه می‌شود) بود. هزاران هنرمند برای این سازمان سیرک کار می‌کردند.
شرکت فعلی چند صد اجراکننده و تور را به عنوان «سیرک بزرگ دولتی مسکو» استخدام می‌کند.
سیرک دولتی مسکو یک شرکت دولتی است. این سازمان سیرک با فروپاشی اتحاد جماهیر شوروی و تمایل برخی از اجراکنندگان به دنبال قراردادهای خارجی با دستمزد بهتر، تهدید می‌شد. در ژوئن ۲۰۰۷، تلاشی برای خصوصی‌سازی ساختمان آغاز شد که با مخالفت شدید لئونید کوستیوک، مدیر شرکت، و بسیاری دیگر مواجه شد.در نهایت ، ولادیمیر پوتین، رئیس‌جمهور، ساختمان را از فهرست املاک دولتی برای خصوصی‌سازی حذف کرد.

## بریتانیا
نام سیرک دولتی مسکو مدت‌هاست که توسط گروه‌های سیرک‌بازان روسی در غرب مورد استفاده قرار می‌گیرد.

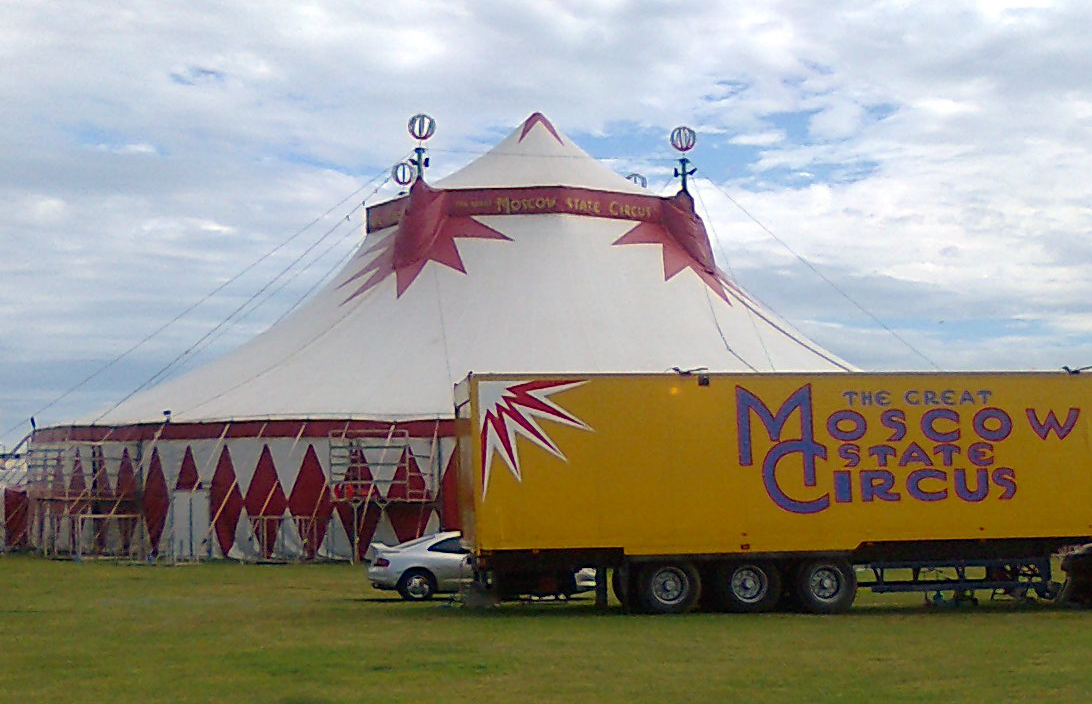
سکوی بزرگ سیرک ایالتی مسکو، بریتانیا، ۲۰۱۲

چنین توری در حال حاضر در بریتانیا توسط شرکت نمایش بدلکاری‌های فوق‌العاده با مسئولیت محدود. شرکتی که برای این منظور خاص تأسیس شده است، تبلیغ و تهیه می‌شود. تا سال ۲۰۱۷، این تور توسط شرکت شرکت رویدادهای اروپایی در بریتانیا تبلیغ و تهیه می‌شد. از سال ۱۹۹۵، هنرمندان به صورت انفرادی توانسته‌اند از آزادی‌های جدید پس از فروپاشی شوروی برای موافقت با شرایط و سفر به خارج از کشور استفاده کنند. اجرای فعلی که تور خود را از آوریل ۲۰۱۱ آغاز کرد، «بابوشکین سکرت» (راز مادربزرگ) نام دارد و با موضوع داستان روسی «دوازده صندلی» است. بیست و هفت اجراکننده، از جمله دلقک‌ها، آکروبات‌بازها و شعبده‌بازها، در این نمایش حضور دارند و نمایش شامل طیف گسترده‌ای از حرکات از جمله میلهٔ مخصوص نشستن روی صندلی، ذوزنقهٔ ثابت، ابریشم هوایی، میلهٔ چینی و تکنیک‌های سیم‌کشی است. اوج نمایش، اجرای تعادل تماشایی روی صندلی است که شامل برجی از صندلی‌ها با ارتفاع تقریبی ۱۰ متر می‌شود.

## استرالیا
سیرک بزرگ مسکو ۵۰ سال است که در شهرهای روستایی استرالیا به اجرای برنامه می‌پردازد و متشکل از هنرمندان بین‌المللی، هنرمندان و خدمه استرالیایی است.
«سیرک بزرگ مسکو» استرالیا در ۱۴ مارس ۲۰۱۷ منحل شد و اجراکنندگان بین‌المللی آن در استرالیا سرگردان شدند.